# 박명수 (축구 선수)
박명수(朴明洙, 1998년 1월 11일~)은 대한민국의 축구 선수이다.

## 클럽 경력
2017년 인천 유나이티드에 우선지명으로 입단하였지만, 입단 후 FC 뉘른베르크가 임대 이적 후 완전 이적 (바이아웃) 조건으로 러브콜을 보내면서 입단 절차를 밟았으나 결렬되었고, 경남 FC로 임대 이적하였으며, 한해 동안 경남에서 총 11경기에 출전하며 1도움을 기록하는 등 준수한 활약을 보이면서 팀의 2017 시즌 리그 우승과 1부리그 승격을 이끌었다.
2018년 이호석과 트레이드로 대전 시티즌으로 이적하였다.

## 국가대표팀 경력

### 클럽
경남 FC
- K리그 챌린지 : 우승 (2017)